# ويلي جيليس
ويلي جيليس الابن (أكثر شيوعًا ببساطة ويلي جيليس ) هي شخصية خيالية أنشأها نورمان روكويل لسلسلة من لوحات الحرب العالمية الثانية التي ظهرت على أغلفة 11 إصدارًا من ذا ساتيرداي افنينغ بوست بين عامي 1941 و1946  كان جيليس رجلًا عاديًا برتبة جندي  وتم تتبع مسيرته المهنية على غلاف صحيفة ذا بوست بدءًا من تعينه وحتى تسريحه دون أن يتم تصويره في المعركة.  تم تصميمه هو وصديقته من قبل اثنين من معارف روكويل.  